# Ребека
Ребека е дъщеря на Ватуел (Ватуил). Тя е сестра на Лаван, и съпруга на Исаак и майка на Яков и Исав.
Ребека е в Харан, град Нахоров когато Авраам възлага на слугата си Елиезер да намери булка за Исак. Елиезер довежда Ребека. Тя е красива и привлекателна и по-късно е представена като амбициозна и алчна, въпреки това Исак я обичаше много . Ребека е безплодна 20 години. Бог ѝ дава две деца, Исав и ЯковВъпреки че са близнаци, Исав е признат за първороден. Ребека обича Яков повече и планира да измами ослепелия от старост Исаак, за да даде първородието на Яков. Малко след това тя изпраща Яков в дома на Ватуел, за да избегне гнева на Исав. Ребека никога повече не го вижда. След 20 години Яков се завръща в Ханаан, където намира майка си мъртва в семейната гробница.
Ребека е погребана в пещерата Махпела близо до Мамре, в Ханаанската земя.